# Ozicrypta microcauda
Ozicrypta microcauda is een spinnensoort uit de familie Barychelidae. De soort komt voor in Queensland.